# Stéphane Patte
 (juillet 2012).
Si vous disposez d'ouvrages ou d'articles de référence ou si vous connaissez des sites web de qualité traitant du thème abordé ici, merci de compléter l'article en donnant les références utiles à sa vérifiabilité et en les liant à la section « Notes et références ».
Stéphane Patte est un entraineur et ancien joueur français de volley-ball né le 18 février 1967 à Villerupt (Meurthe-et-Moselle). Il mesure 1,94 m et évoluait au poste de Central.
Il met un terme à sa carrière de joueur professionnel en 2001, son dernier club étant l'Avignon Volley-Ball.
Il poursuit ensuite sa carrière en amateur avec la double casquette d'entraîneur/joueur au club de Lattes (34) l'espace d'une saison (2001/2002), puis au Volley-Ball Arlésien, depuis 2002, où il exerce toujours aujourd'hui.
Il a fréquenté le bataillon de joinville de 1988 à 1989.
Stéphane Patte est le frère de Christophe Patte, ancien joueur international dans les années 90.

## Palmarès
- Championnat de France
  - Vainqueur : 1990
- Championnat de France pro'B
  - Vainqueur : 1999, 2000
- Coupe de France
  - Finaliste : 1997